# Lin Ying Xiang
Ying Xiang Lin (25 novembre 1999) è un giocatore di badminton australiano.

## Palmarès
- Campionati oceaniani

Ballarat 2020: bronzo nel doppio maschile.
Melbourne 2022: bronzo nel torneo individuale e nel doppio maschile.